# Asterospicularia randalli
Asterospicularia randalli is een zachte koraalsoort uit de familie Xeniidae. De koraalsoort komt uit het geslacht Asterospicularia. Asterospicularia randalli werd in 1976 voor het eerst wetenschappelijk beschreven door Gawel. 